# ホンダ・ライディング・アシスト
ホンダ・ライディング・アシスト（Honda Riding Assist）は、本田技研工業が2017年のCESに出品したコンセプトバイクである。同年の東京モーターショーに出品した新設計のHonda Riding Assist-eについても解説する。

## 概要
ライディング・アシストは、2017年のラスベガスで開催したCESに出品したASIMOなどのヒューマノイドロボット研究で培ったホンダ独自のバランス制御技術を二輪車に応用したNC750Sをベースとした実験車であり、ライダーが乗車していてもいなくても自立しライダーが少しでもバランスを崩した際もバイク自体がバランスを保つことで低速時や停車時のふらつき、立ちごけや取り回しの際の転倒を軽減できるとしている。通常走行時は二輪車と同等の操縦性を持っている。バイク自身かじ取りだけでステアリング操作やバランス補正を行っている。将来的には体格や体力によって乗れるバイクが限られていたり、体の不自由な人にとって乗れないといったケースが多かったがハードルが下がることが期待されている。その他、自動追尾機能を装備しており、ライダーを追尾することも可能である。同社では「Cooperative Mobility Ecosystem(考える・つながる・楽しいモビリティのある世界)」をテーマに人工知能やビッグデータ、ロボティクス技術を活用したオープンイノベーションを加速させることを発表し様々な企業との連携を進めていくとしている。同年の東京モーターショーには新設計の電動バイクであるRiding Assist-eを出品している。パワートレインに電動モーターを使用する「e-Drive」を採用することで2030年ビジョンの『自由で楽しい移動の喜び』や、『カーボンフリー社会の実現』を具現化する、モーターサイクルの新たな楽しさの提案している。